# HD 165493
HD 165493 är en dubbelstjärna belägen i den norra delen av stjärnbilden Altaret. Den har en skenbar magnitud av ca 6,15 och är mycket svagt synlig för blotta ögat där ljusföroreningar ej förekommer. Baserat på parallaxmätning inom Hipparcosuppdraget på ca 3,7 mas, beräknas den befinna sig på ett avstånd på ca 900ljusår (ca 270 parsek) från solen. Den rör sig närmare solen med en heliocentrisk radialhastighet på ca -35 km/s.

## Egenskaper
Primärstjärnan HD 165493 A är en blå till vit ljusstark jättestjärna av spektralklass B7.5 II. Den har en massa som är ca 4 solmassor, en radie som är ca 3 solradier och har ca 457 gånger solens utstrålning av energi från dess fotosfär vid en genomsnittlig effektiv temperatur av ca 12 300 K.
HD 165493 A har som följeslagare en stjärna av magnitud 9,55, som ligger separerad med 4 bågsekunder (år 2011) vid en positionsvinkel av 257°.